# 일본의 역사가들을 지지하는 성명
일본의 역사가들을 지지하는 성명(영어: Open Letter in Support of Historians in Japan)은 2015년 5월 5일에 미국의 역사가들이 일본군 위안부 문제에 관해 발표한 성명이다.

## 개요
2015년 5월 5일, 브루스 커밍스 존 다우어 등 187명의 미국의 역사가들이 「일본의 역사가들을 지지하는 성명」을 발표했다.
성명에서는 위안부 문제가 “일본뿐만 아니라 한국과 중국의 민족주의적인 폭언에 의해서도 너무 왜곡되어 왔다.”라며 동시에 “그녀들에게 일어난 일을 부정하거나, 사소한 것으로 무시하거나 하는 것은 받아들일 수 없다”고 밝혔다.
위안부 관련 증언에 대해서는, 다양하고 기억도 일관성이 부족하지만, 전체로서 마음에 호소하는 것으로, 전병사 그 외의 증언이나 공적 자료에 의해서도 뒷받침되고 있다고 했다.
또 위안부의 정확한 인원수나 모집단계에서의 강제 유무에 대해 연구자의 견해가 일치하지 않는다는 것을 인정한 후 "여성이 존엄을 빼앗긴 사실을 바꿀 수 없다" "많은 여성들이 자신들의 의사에 반하여 구속되어 폭력에 노출된 것은 자료와 증언이 밝혀지고 있다”고 했다.
4월 아베 신조 총리의 미국 의회 연설에 대해서는 “아베 총리는 인권이라는 보편적 가치, 인간 안보의 중요성, 다른 나라에게 준 고통을 직시할 필요성에 대해 이야기했다.